# Taylor Gray
Taylor Gray (ur. 7 września 1993 w Whittier) – amerykański aktor.
Znany głównie z roli Bucketa z serialu młodzieżowego Nickelodeon – Mega przygody Bucketa i Skinnera.

## Filmografia
- 2012: Thunderstruck jako Brian Newall
- 2011-2012: Mega przygody Bucketa i Skinnera[1] jako Bucket
- 2011: BrainSurge jako on sam
- 2010: Mentalista jako Baa
- 2009: Siostra Hawthorne jako Carlos Gonzalez
- 2007: Po napadzie jako Javy De La Pena
- 2007: The Tenth Day jako Danny
- 2007: Wzór jako Jo Santiago
- 2014: Star Wars: Rebelianci jako Ezra Bridger